# Joskin

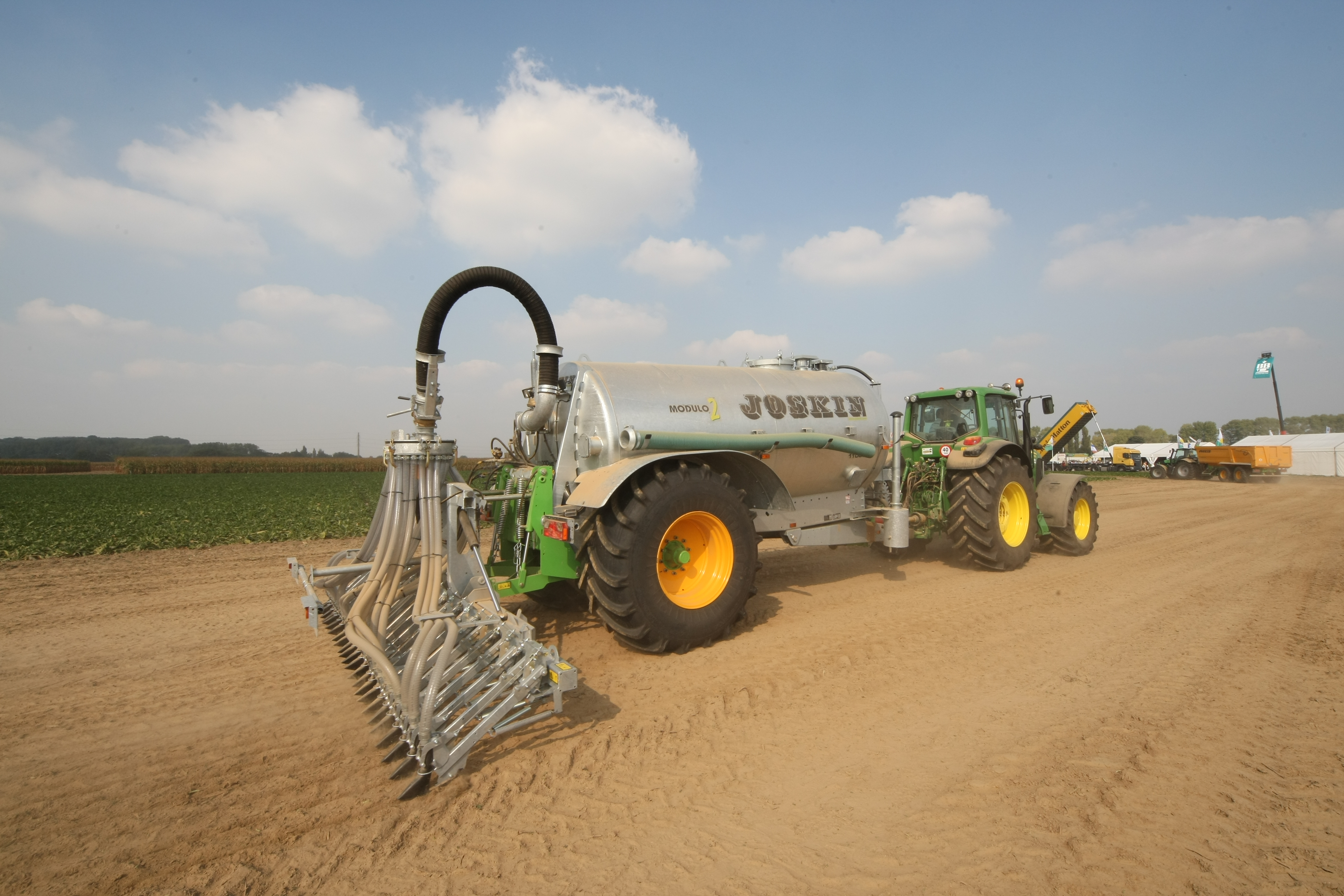
Wóz asenizacyjny marki Joskin

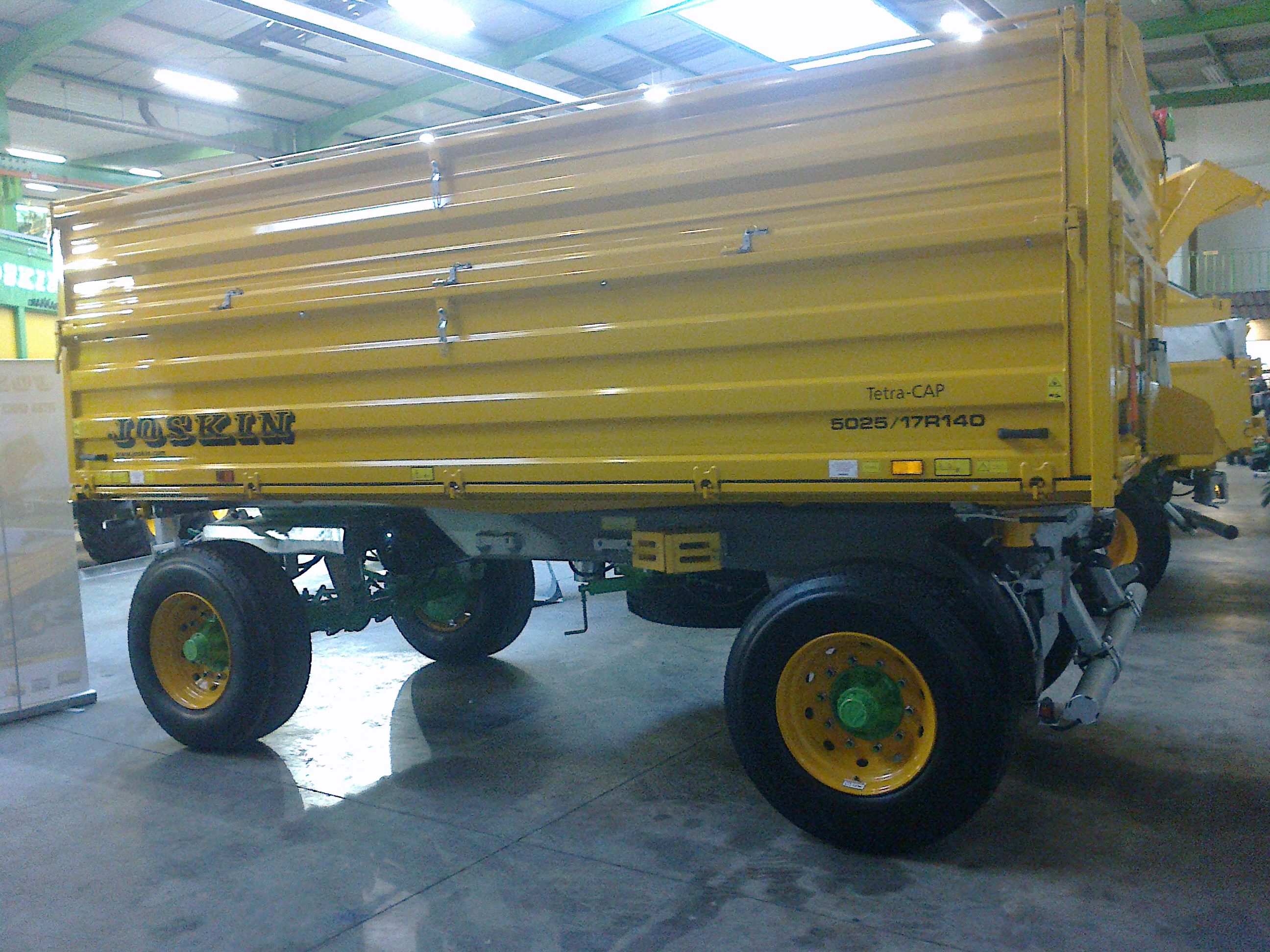
Przyczepa rolnicza marki Joskin

Joskin – belgijski producent maszyn rolniczych z siedzibą w Soumagne.
Przedsiębiorstwo zostało założone w 1968 roku przez Victora Joskina, początkowo zajmowało się sprzedażą części zamiennych. W 1984 roku firma wyprodukowała swoją pierwszą maszynę, był to wóz asenizacyjny o pojemności 3500 litrów. Marka Joskin oprócz rodzimej Belgii posiada także zakłady produkcyjne we Francji (Bourges) i w Polsce (Trzcianka). Obecnie Joskin oferuje klientom między innymi: rozrzutniki, wozy asenizacyjne, kosiarki oraz przyczepy objętościowe.